# Ohikanui (rivière)
La rivière Ohikanui  (en anglais : Ohikanui River) est un cours d’eau de l’Île du Sud de la Nouvelle-Zélande.

## Géographie
C’est un affluent du fleuve Buller. Elle s’écoule vers le nord sur 20 kilomètres, rejoignant le fleuve Buller à 14 kilomètres de son embouchure dans la Mer de Tasman . Elle et sa petite voisine, la rivière  Ohikaiti , sont souvent appelées du nom de « Big Ohika River » et «  Little Ohika River » respectivement.
La rivière  Ohikanui est un affluent de taille moyenne consistant en une rivière au lit sauvage avec de l’eau clair et rapide.  Elle s’écoule à travers une zone où vivent des perroquets sauvages de la famille des paparoa,  signifiant qu’elle n’a pas été altérée par la main de l’homme (pas de chemin ni de refuge).  La zone est réputée pour les randonneurs à cause de sa beauté naturelle mais est fréquentée essentiellement par les pêcheurs et les chasseurs de cerfs.